# ОШ „Миливоје Боровић” Мачкат
ОШ „Миливоје Боровић” Мачкат, насељеном месту на територији општине Чајетина, основана је 1859. године.

## Историја школе
Пошто на територији златиборског среза, средином 19. века, тадашња Влада Кнежевине Србије је дала налог инжењеру Еразму Кломинки, да оде у Ужице и да у селу Мачкату пронађе одговарајуће место за будућу школу. Због промене тадашњих власти и династичких борби, кнез Александар Карађорђевић одобрио је градњу школе и у октобру 1858. године она је завршена. Годину дана касније почиње са радом као шестогодишња школа, да би тек 1957. године прерасла у осмогодишњу. Први учитељ био је Илија Атанасијевић, родом из Ариља, који је радио у овој школи до 1863. године. Среску школу у Мачкату похађали су ученици из 37 села са територије тадашњих 16 општина. С тим у вези, на грађевини је постојао торањ у коме је било смештено школско звоно да би могли да га чују ученици из удаљених села и да би на време пошли у школу.
О тој школи је Милан Ђ. Милићевић 1862. године оставио следећи запис: „На брду једном од кречног камена, где човек не може корачати, а да се не спотакне, подигнута је красна црква и здање за школу, такво какво би с образом могло у Бечу служити за ту цељ”.
Школа је радила са прекидима и током Првог светског рата, када је изгорела готово целокупна школска архива и уништена сва столарија и подови, и током Другог светског рата. Након ослобођења школа је радила као четворогодишња све до 1953. године, када прераста у петогодишњу, да би већ наредне године постала шестогодишња. Од 60-их година 20. века до данас школа ради као осмогодишња. 
Данас у оквиру ове матичне школе раде још три издвојена одељења и то осмогодишње одељење у Шљивовици и четворогодишња одељења у Кривој Реци и Горњој Шљивовици (основана 1896. године). Школа је 2012. године награђена Светосавском наградом.

## Зграда школе
Школска зграда у Мачкату од подизања до данас није претрпела неке веће измене, у архитектонском смислу речи. Школа је на крову, изнад главног улаза, имала велико кубе, у коме је било смештено школско звоно. Између два рата, приликом једне веће поправке, оно је уклоњено, па је зграда доста изгубила на архитектонској вредности. Од 50-их година 20. века школска зграда се постепено модернизовала: уведени су вода, струја, канализација и телефон, изграђени су тоалети, асфалтиран је пут до школе, изграђена је стамбена зграда, са шест станова, за наставнике. Школа данас има дигиталну учионицу, компјутере и интернет и то не само у Мачкату, већ и у сва четири издвојена одељења.